# Jacob Chansley
Jacob Chansley (nato Jacob Anthony Angeli Chansley); Phoenix, 1º luglio 1988) è un attivista ed ex militare statunitense di estrema destra e teorico della cospirazione. Noto anche come Q Shaman, QAnon Shaman e Lupo di Yellowstone, fu filmato mentre partecipava all'attacco al Campidoglio degli Stati Uniti del 6 gennaio 2021.
Arrestato il 9 gennaio con una serie di accuse, Chansley è stato condannato a settembre a 41 mesi di carcere seguiti da 36 mesi di libertà vigilata dopo una dichiarazione di colpevolezza: aver ostacolato un procedimento ufficiale. Sostenitore di Donald Trump e divulgatore della teoria del complotto QAnon, Chansley partecipava alla manifestazioni con il viso dipinto con i colori e i simboli della bandiera americana e con un copricapo fatto di pelliccia di procione. Fu rilasciato dal carcere il 25 maggio 2023.
Il 20 gennaio 2025, dopo l'inizio del suo secondo mandato, il presidente Trump ha concesso la grazia a circa 1.500 persone accusate di reati legati all'attacco del 6 gennaio a Capitol Hill, tra cui Chansley.

## Biografia
Jacob Anthony Angeli Chansley è nato nel luglio 1988 a Phoenix, in Arizona, da Martha Angeli Chansley. Ha frequentato la Moon Valley High School a Phoenix e il Glendale Community College, dove ha completato alcuni corsi di psicologia, religione, filosofia e ceramica.

### Militare
Chansley si è arruolato nella Marina degli Stati Uniti il 26 settembre 2005. Dopo l'addestramento come specialista della logistica, è stato assegnato alla portaerei USS Kitty Hawk nel marzo 2006. Ad un certo punto, si rifiutò di prendere un vaccino contro l'antrace ed è stato espulso dalla Marina l'11 ottobre 2007. Dopo due anni e 15 giorni in uniforme, il suo grado finale fu Apprendista Magazziniere Marinaio.  I suoi premi e decorazioni militari includono la National Defense Service Medal, la Global War on Terrorism Service Medal, il Sea Service Deployment Ribbon e il Navy and Marine Corps Overseas Service Ribbon. 

### Attivista

#### QAnon
Chansley partecipa regolarmente a raduni a sostegno del movimento cospirativo QAnon,  principalmente a Phoenix, Arizona. Durante i vari raduni nello stato, è stato visto urlare le ultime teorie del complotto offerte da QAnon e portare un cartello con la scritta "Q mi ha mandato".
Chansley ha spesso protestato da solo nel 2019 fuori dal Campidoglio dell'Arizona, sposando varie teorie del complotto, dalle proteste per l'attivismo climatico in Arizona alla propaganda della sua ideologia descritta come ecofascista. È apparso anche a una protesta di Black Lives Matter (BLM) nell'area di Phoenix per diffondere la teoria del complotto QAnon. All'inizio del 2020 ha dichiarato a The Arizona Republic di aver iniziato a indossare un cappello di pelliccia e una pittura per il viso per attirare l'attenzione, in modo da poter poi parlare di QAnon e di "altre verità".
Ha anche un tatuaggio molto visibile sul petto che rappresenta il valknut, tipico dell'ideologia Wotan. Questa ideologia sostiene una forma di paganesimo, neonazismo, razzismo e suprematismo bianco molto radicale.
Chansley ha autopubblicato due libri: Will & Power: Inside the Living Library (Volume 1), pubblicato nel 2017 con lo pseudonimo di Loan Wolf; e One Mind at a Time: A Deep State of Illusion, pubblicato nel 2020 con il nome di Jacob Angeli. Ha realizzato 11 video che sposano varie teorie del complotto e li ha caricati sulla piattaforma Rumble alla fine del 2020.
Chansley aveva un profilo sul sito web Backstage in cerca di lavoro come attore. Nel novembre 2023, ha presentato una dichiarazione di interesse per candidarsi come libertario alle elezioni del 2024 per l'8º distretto congressuale dell'Arizona, ma in seguito non è riuscito a presentare alcuna firma di petizione per entrare nel ballottaggio. 
Oltre alle apparizioni ai comizi di Trump, Chansley ha protestato contro le misure di blocco imposte in Arizona a causa della pandemia di COVID-19 del 2020 e ha partecipato alla contestazione dei risultati del conteggio dei voti per le elezioni presidenziali del 2020 in Arizona. Chansley si è accampato fuori dal tribunale della contea di Maricopa per tutta la durata del conteggio dei voti, e ha tenuto un discorso in un comizio il 7 novembre, il giorno in cui Joe Biden è stato dichiarato presidente eletto. Secondo lui, queste elezioni sono state "truccate", non dovremmo "credere a questa bugia, perché i vincitori sono stati colti in flagrante". E ha aggiunto che Trump "vincerà grazie alla Corte Suprema" e che "se Trump sembra sempre perdere, finisce sempre per vincere".

### Assalto al Campidoglio

#### Partecipazione agli eventi
Chansley ha partecipato all'assalto al Campidoglio di Washington, D.C., il 6 gennaio 2021, quando in quel luogo si sarebbe dovuto svolgere il conteggio dei voti nelle elezioni presidenziali per la conferma formale del presidente eletto. Secondo la sua stessa dichiarazione all'FBI, ha viaggiato con un gruppo dall'Arizona, in risposta alla richiesta di Donald Trump che tutti i patrioti si recassero a Washington. 
Appariva a torso nudo e aveva il viso colorato con vernice rossa-bianco-blu (i colori della bandiera degli Stati Uniti), un foulard sciamanico con corna di bisonte e pelliccia di coyote con due code, una lancia con la bandiera nazionale sulla testa. I tatuaggi sull'addome e sul petto in mostra rappresentano Valknut, Yggdrasil e Mjölnir. Le pietre del muro hanno lo scopo di simboleggiare il muro pianificato da Trump al confine tra Stati Uniti e Messico. 
Secondo la sua stessa dichiarazione, inizialmente gli è stato impedito di entrare nell'edificio dalla polizia, ma poi è stato fatto entrare e in seguito gli è stato chiesto dalla polizia di lasciarlo di nuovo. Le riprese video presentate da Tucker Carlson su Fox News nel marzo 2023 ritraevano Chansley che camminava per il Campidoglio in compagnia di agenti di polizia che sembravano non fare alcuno sforzo visibile per fermarlo. Carlson, a cui è stato concesso l'accesso esclusivo ai filmati di sicurezza da un alto repubblicano del Congresso, ha descritto gli agenti come "guide turistiche" per Chansley e ha notato che nessuno degli agenti lo ha arrestato. Il capo della polizia del Campidoglio degli Stati Uniti, Tom Manger, ha protestato, definendo lo spettacolo "pieno di conclusioni offensive e fuorvianti" 
Nel palazzo del Campidoglio, Chansley è entrato nell'aula del Senato e si è seduto sulla sedia del vicepresidente Mike Pence. Ha chiesto ai rivoltosi una pausa e una preghiera a Dio, poi sulla scrivania di Pence ha lasciato un biglietto con scritto: "È solo questione di tempo, la giustizia sta arrivando". Quando, tre ore dopo l'inizio dell'assalto, Trump ha diffuso un videomessaggio in cui chiedeva che i rivoltosi si disperdessero, Chansley ha gridato alla folla con il megafono: "Sono qui per consegnare il messaggio del presidente. Donald Trump ha chiesto a tutti di andare a casa. Questo è il nostro ordine". 

#### Teorie del complotto su Chansley
Dopo l'assalto al Campidoglio degli Stati Uniti, tra i teorici della cospirazione circolarono voci secondo cui Chansley era associato al movimento Antifa o al movimento Black Lives Matter (BLM) e si era infiltrato nell'evento come agente provocatore, cosa che lo stesso Chansley negò su Twitter: "Non sono un [membro di] Antifa o Black Lives Matter. Sono un sostenitore di QAnon e un guerriero digitale. Mi chiamo Jake e ho marciato con la polizia e ho combattuto contro BLM e Antifa a Phoenix".

### Arresto e difesa
L'8 gennaio 2021, la polizia ha offerto 1000 dollari per informazioni sulla sua identità. Il 9 gennaio Chansley si è recato all'ufficio dell'FBI a Washington. È stato arrestato con l'accusa di essersi "comportato in modo violento e inappropriato per motivi di fronte al Congresso, nonché di essere entrato intenzionalmente in un edificio transennato senza autorizzazione". Durante la detenzione, Chansley si rifiutò di mangiare il cibo che gli era stato servito perché non era biologico, dopo di che è stato trasferito in una prigione in Virginia dove gli è stato dato cibo appropriato.  Il suo avvocato, Al Watkins, si è appellato a Trump per graziare Chansley, dicendo che era obbligato a farlo perché Chansley era stato a Washington solo su invito del presidente e aveva agito. Watkins ha anche sostenuto che Chansley non ha partecipato alla violenza, ma ha collaborato con le autorità: "Era disarmato, non violento o distruttivo".

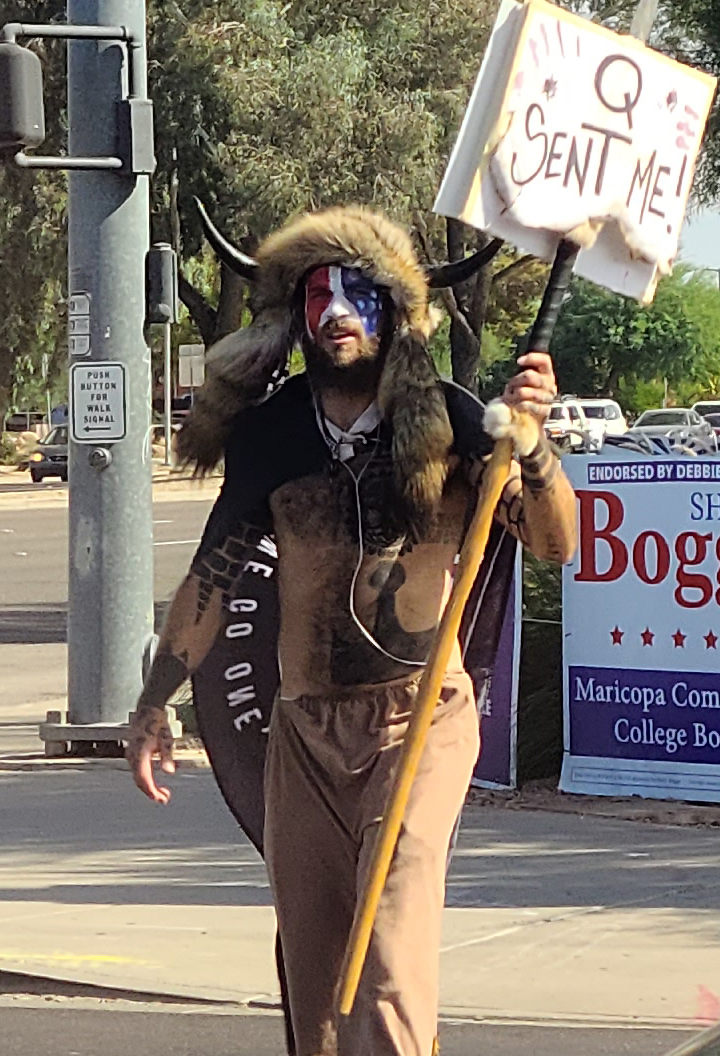
Chansley nel 2020

Dopo che Trump ha lasciato l'incarico senza graziare Chansley, il suo avvocato, Al Watkins, ha detto che il suo assistito si è profondamente rammaricato per essere stato tradito da Trump. In seguito Watkins ha anche suggerito che Chansley dovrebbe comparire come testimone nel procedimento di impeachment contro Trump davanti al Senato: "È importante che i senatori ascoltino qualcuno che è stato istigato da Trump". Richiesta finita in niente. All'inizio del processo al Senato, Chansley ha rilasciato una dichiarazione attraverso il suo avvocato in cui si diceva deluso da Trump, che aveva "lasciato molte persone pacifiche" e non era onorevole, e si è scusato: "Mi dispiace di aver creato paura nei cuori degli altri. Non era corretto. Punto". Si descriveva come una delle "persone pacifiche".
All'inizio di marzo 2021, Chansley ha rilasciato un'intervista alla giornalista Laurie Segall dal carcere per 60 Minutes+ su Paramount+. Ha negato che le sue azioni siano state un attacco alla nazione e ha detto che ciò di cui si rammarica seriamente è credere che andasse bene quando gli agenti di polizia li hanno lasciati entrare. Mentre rimpiange "con ogni fibra del suo essere" di essere entrato nell'edificio, non rimpiange la sua lealtà a Trump. Il giudice Royce C. Lamberth condannò l'intervista perché il suo consenso non era stato ottenuto in precedenza, e l'8 marzo si pronunciò contro l'archiviazione di Chansley prima del suo processo perché avrebbe potuto pianificare ulteriori attacchi contro il governo mentre era agli arresti domiciliari: "Mostra un'alienazione dalla realtà descrivendo le sue azioni come pacifiche e innocue, e non riconosce la gravità delle accuse contro di lui". Lamberth disse anche di non d'accordo sul fatto che Chansley fosse disarmato, ma classificò un'arma pericolosa la lancia che Chansley aveva portato con sé come un'asta di bandiera.
Nel maggio 2021, Watkins ha affermato che Chansley aveva la sindrome di Asperger e molti altri imputati coinvolti nella vicenda di Capital Hill avevano danni cerebrali o erano autistici: "Sono stati sottoposti a propaganda per più di quattro anni in una misura che il mondo non ha mai visto dai tempi di Adolf Hitler. Il giudice Lamberth ha ordinato una valutazione psicologica per determinare se Chansley avesse una malattia o un disturbo mentale che lo rendeva mentalmente incapace di comprendere la natura e le conseguenze del procedimento. Secondo una dichiarazione di Watkins del 23 luglio, il Federal Bureau of Prisons ha diagnosticato a Chansley molteplici malattie mentali: schizofrenia transitoria, disturbo bipolare, depressione e un disturbo d'ansia. In quel periodo Chansley, che aveva preso le distanze da QAnon, era in trattativa con la procura della Repubblica per raggiungere un patteggiamento.
Chansley, che il 3 settembre 2021 si è dichiarato colpevole di un singolo capo d'accusa, quello di aver ostacolato un procedimento ufficiale,  è stato condannato a 41 mesi di carcere il 17 novembre. Lamberth ha detto che Chansley si era reso l'epitome della rivolta. Prima della lettura del verdetto, Chansley ha detto alla corte: "Gli uomini d'onore ammettono quando hanno torto. Non solo pubblicamente, ma a se stessi. Ho sbagliato ad entrare in Campidoglio. Non ho scuse. Nessuna scusa di sorta. Il comportamento è indifendibile". E ancora: "Non era un ribelle o un terrorista, ma semplicemente un brav'uomo che aveva infranto la legge". Alla fine di novembre 2021, Chansley ha sostituito Watkins con due nuovi avvocati, William Shipley e John Pierce, che già rappresentavano una ventina di persone accusate dei fatti del 6 gennaio, e ha impugnato il verdetto. Secondo i nuovi avvocati, egli poteva sostenere che Watkins gli aveva fornito un'assistenza legale inefficace ("assistenza legale inefficace").  Ha ritirato l'appello all'inizio di luglio 2022.
Ha scontato la pena presso il Federal Correctional Institution a Safford, Arizona, con una data di rilascio del 25 maggio 2024. Il 30 marzo 2023, un suo avvocato ha annunciato che Chansley era appena stato rilasciato dal carcere con 14 mesi di anticipo e si era trasferito in una struttura di riabilitazione a Phoenix. Chansley ha fatto la sua prima apparizione pubblica dopo il suo rilascio lo stesso giorno, posando al Campidoglio dello Stato dell'Arizona con l'abbigliamento familiare.
Nell'ottobre 2023 Debbie Lesko, membro della Camera dei Rappresentanti per l'8º distretto congressuale dell'Arizona, ha annunciato che non si sarebbe ricandidata alle elezioni del 2024. Un mese più tardi Chansley ha presentato una manifestazione di interesse per occupare quel ruolo nello stato dell'Arizona candidandosi col Partito Libertario. Ma non ha rispettato la scadenza del 1º aprile 2024 per presentare le firme raccolte e necessarie per essere presentate alle elezioni.
Il 20 gennaio 2025, dopo l'inizio del suo secondo mandato, il presidente Donald Trump ha concesso la grazia a Chansley e a circa 1.500 altre persone accusate di reati legati al 6 gennaio. Chansley ha festeggiato la grazia su X (ex Twitter), affermando: "I J6ers stanno per essere rilasciati, è arrivata la giustizia. Tutto ciò che è stato fatto nell'oscurità verrà alla luce". Ha anche espresso il desiderio di acquistare armi da fuoco per commemorare la grazia.